# 58
58（五十八、ごじゅうはち、いそや、いそじあまりやつ）は自然数、また整数において、57の次で59の前の数である。

## 性質
- 58は合成数であり、正の約数は 1, 2, 29, 58 である。
  - 約数の和は90。
- 58 = 2 × 29
  - 21番目の半素数である。1つ前は57、次は62。
  - 5 + 8 = 2 + 2 + 9 より4番目のスミス数である。1つ前は27、次は85。
- 1/58 = 0.01724137931034482758620689655… (下線部は循環節で長さは28)
  - 逆数が循環小数になる数で循環節が28になる2番目の数である。1つ前は29、次は87。
- 連続素数の和で表せる7番目の数である。1つ前は41、次は77。
58 = 2 + 3 + 5 + 7 + 11 + 13 + 17
  - 7連続素数和とみたとき最小の数である。次は75。
- 587 = 2207984167552 で各位の和は58である。n7 の値の各位の和が n に等しくなる8番目の数である。1つ前は53、次は68。(オンライン整数列大辞典の数列 A226971)
- 各位の和が13になる2番目の数である。1つ前は49、次は67。
  - 偶数という条件をつけると各位の和が13になる最小の数である。
- 各位の平方和が89になる最小の数である。次は85。(オンライン整数列大辞典の数列 A003132)
  - 各位の平方和が n になる最小の数である。1つ前の88は466、次の90は39。(オンライン整数列大辞典の数列 A055016)
- 各位の立方和が637になる最小の数である。次は85。(オンライン整数列大辞典の数列 A055012)
  - 各位の立方和が n になる最小の数である。1つ前の636は223557、次の638は158。(オンライン整数列大辞典の数列 A165370)
- 58 = 32 + 72
  - 異なる2つの平方数の和で表せる17番目の数である。1つ前は53、次は61。(オンライン整数列大辞典の数列 A004431)
  - n = 2 のときの 3n + 7n の値とみたとき1つ前は10、次は370。(オンライン整数列大辞典の数列 A074608)
- 58 = 26 − 6
  - n = 6 のときの 2n − n の値とみたとき1つ前は27、次は121。(オンライン整数列大辞典の数列 A000325)
- n = 58 のとき n と n − 1 を並べた数を作ると素数になる。n と n − 1 を並べた数が素数になる7番目の数である。1つ前は42、次は70。(オンライン整数列大辞典の数列 A054211)
- 連続フィボナッチ数を並べた数である。1つ前は35、次は813。(オンライン整数列大辞典の数列 A092778)
- 58 = 2 + 2 × 4 + 2 × 4 × 6
  - n = 3 のときの (2n)!! の総和とみたとき1つ前は10、次は442。(ただしnは自然数、!!は二重階乗)(オンライン整数列大辞典の数列 A112369)

## その他 58 に関すること
- かりゆし58。
- 原子番号 58 の元素はセリウム (Ce)。
- 第58代天皇は光孝天皇である。
- 日本の第58代内閣総理大臣は池田勇人である。
- 大相撲の第58代横綱は千代の富士貢である。
- 第58代ローマ教皇はシルウェリウス（在位：536年6月8日～537年3月）である。
- 年始から数えて58日目は2月27日。
- 易占の六十四卦で第58番目の卦は、兌為沢。
- クルアーンにおける第58番目のスーラは抗弁する女である。
- ブリリアントカットは58面体である。
- 日本の潜水艦
  - 伊号第五十八潜水艦（伊58）
  - 呂号第五十八潜水艦（呂58）
- 国鉄キハ58系気動車は、急行型気動車である。